# Robert Guillin
Robert Guillin (nacido el 15 de febrero de 1926 en Francia), es un exjugador de baloncesto francés. Consiguió dos medallas en competiciones internacionales con Francia.